# Danger Bay
Danger Bay – Abenteuer in Vancouver (Originaltitel: Danger Bay; auch: Cap Danger) ist eine kanadische Fernsehserie, die in Vancouver, British Columbia, angesiedelt ist. Sie wurde zwischen 1984 und 1990 in einer Koproduktion vom kanadischen CBC und dem US-amerikanischen Disney Channel von Téléfilm Canada produziert.

## Handlung
Der Meeresbiologe Dr. Grant „Doc“ Roberts ist alleinerziehender Vater von zwei Kindern und arbeitet als leitender Tierarzt im Vancouver Aquarium.
Als engagierter Umweltschützer hat er regelmäßig mit Umweltsündern und Wilderern im von ihm betreuten Naturschutzgebiet „Deep Cove“ im Distrikt Nord-Vancouver zu tun. Unterstützt wird er von seiner Freundin, der Buschpilotin Joyce Carter, die sich auch um seine Kinder kümmert, seinen Kollegen, den Biologen Dr. George Dunbar und Dr. Donna Chen, J. L. Duval sowie seinem Sohn Jonah und seiner Tochter Nicole.

## Besetzung und Synchronisation
Die erste Synchronisation wurde von der ARD in München in Auftrag gegeben; sie umfasst 26 Folgen aus der ersten und zweiten Staffel. Die zweite Synchronisation der kompletten Fernsehserie wurde 1991 von Metropolitan Enterprises, Berlin, für Tele 5 erstellt.
| Rollenname              | Schauspieler      | Synchronsprecher (ARD) | Synchronsprecher (Tele 5)                              |
| ----------------------- | ----------------- | ---------------------- | ------------------------------------------------------ |
| Dr. Grant „Doc“ Roberts | Donnelly Rhodes   | Klaus Kindler          | Michael Pan                                            |
| Jonah Roberts           | Christopher Crabb | Marc Stachel           | Mirko Zinn (Staffeln 1–3), David Nathan (Staffeln 4–6) |
| Nicole Roberts          | Ocean Hellman     | Alana Horrigan         | Bianca Krahl                                           |
| Joyce Carter            | Deborah Wakeham   | Viktoria Brams         | Franziska Pigulla                                      |
| J. L. Duval             | Susan Walden      |                        | Daniela Hoffmann                                       |
| Dr. George Dunbar       | Hagan Beggs       | Klaus Guth             | Wolfgang Thal                                          |
| Dr. Donna Chen          | Michele B. Chan   |                        | Marina Krogull                                         |

## Ausstrahlung
Die Fernsehserie wurde vom 7. Oktober 1985 bis zum 5. März 1990 auf dem kanadischen Fernsehsender CBC ausgestrahlt. Im US-amerikanischen Fernsehen wurde Danger Bay bis 1996 vom englischsprachigen Disney Channel gesendet.
Ab dem 9. September 1987 wurden in Deutschland 26 Folgen der Jugendserie im Vorabendprogramm von Das Erste, dem Westdeutschen Werbefernsehen, unter dem Titel Danger Bay – Abenteuer in Vancouver ausgestrahlt. Eine Wiederholung erfolgte zur Wendezeit 1991 auf dem ersten Kanal des Deutschen Fernsehfunks (DFF1).
Alle 123 Folgen der sechs Staffeln umfassenden Serie wurden ab 1992 unter ihrem Originaltitel Danger Bay auf dem deutschen Privatsender Tele 5 in neuer Synchronisation gezeigt sowie in Teilen 1995 auf kabel eins und im Jahr 2000 auf dem Regionalsender TV Berlin wiederholt.
Seit 2018 sind 101 Folgen der ersten fünf Staffeln beim Streaming-Media-Anbieter YouTube auf dem „Encore+“-Kanal des Canada Media Fund abrufbar.

## Auszeichnungen
Danger Bay war zwischen 1986 und 1990 insgesamt 15 mal in unterschiedlichen Kategorien für den Gemini Award nominiert, 1987 und 1989 für den CableACE Award und 1988 und 1989 dreimal für den Young Artist Award. Christopher Crabb gewann den Preis 1989 in der Kategorie „Best Young Actor in a Cable Family Series“ (deutsch: „Bester Jungschauspieler in einer Kabel-Familienserie“).
Die Folge „Das Walbaby“ (Staffel 1, Folge 13) wurde für den kanadischen Filmpreis „Nellie“ der Alliance of Canadian Cinema, Television and Radio Artists (ACTRA) nominiert, dem Vorläufer des Gemini Award und dem heutigen Canadian Screen Award.

## Sonstiges
Im Jahr 2015 kam es zu einer Wiedervereinigung der Darsteller Ocean Hellman und Christopher Crabb mit ihrem Serienvater, dem im Jahr 2018 verstorbenen Charakterdarsteller Donnelly Rhodes, beim kanadischen Ableger des CBS-Unterhaltungsmagazins Entertainment Tonight.